# 松山新田藩
松山新田藩（日语：／ Matsuyama-shindenhan */?）是日本伊予國的藩，享保5年12月11日（1721年1月8日）創藩，明和2年（1765年）2月廢藩，原本是松山藩的一部分，石高是10,000石，沒有藩廳和領地。

## 歷史
享保5年10月24日（1720年11月23日），松山藩藩主松平定直死去，由其三子松平定英繼承松山藩15萬石。根據定直的遺言，定英之弟松平定章也獲分知新田10,000石，並且在同年12月11日（1月8日）得到江戶幕府承認。與此同時，由於新田10,000石實際上是來自松山藩的藏米給予，因此松山新田藩不存在知行地。延享4年8月3日（1747年9月7日），定章死去，由其子松平定靜繼位。相對地，松山藩在定英之後由松平定喬繼位。寶曆13年3月21日（1763年5月3日），定喬死去，由其弟松平定功繼位。明和2年2月11日（1765年3月31日），由於定功在無子的情況下死去，松山藩15萬石最終由定靜繼承。
其後，江戶幕府要求松山藩交還松山新田藩的10,000石領地，松山藩雖然辯解該10,000石為新田分知，但是未能成功說服幕府。最終，松山藩將桑村郡大野村、宮之內村、河原津村、新市村、楠村、黑本村、中村、高田村、國安村和桑村，總共10村5371石7斗8升8合，以及越智郡櫻井村、旦村、登畑村、宮崎村、上村、下村、長澤村和孫兵衛作村，總共8村4628石2斗1升2合，合計10,000石作為松山新田藩的新田10,000石交予幕府。明和7年5月1日（1770年5月25日），松山藩提出以原本已經開發的新田來彌補交還的10,000石獲准。

## 歷任藩主
| 家名       | 家格 | 名稱     | 石高     |
| ---------- | ---- | -------- | -------- |
| 久松松平家 | 譜代 | 松平定章 | 10,000石 |
| 久松松平家 | 譜代 | 松平定靜 | 10,000石 |

## 註解
1. ↑  現行對應地名如下[6]：
  - 大野村現為愛媛縣西條市大野（日语：庄内村 (愛媛県)）。
  - 宮之內村現為西條市宮之內（日语：庄内村 (愛媛県)）。
  - 河原津村現為西條市河原津（日语：楠河村）。
  - 新市村現為西條市新市（日语：国安村）。
  - 楠村現為西條市楠（日语：楠河村）。
  - 黑本村和中村現為西條市三芳（日语：三芳村 (愛媛県)）。
  - 高田村現為西條市高田（日语：国安村）。
  - 國安村現為西條市國安（日语：国安村）。
  - 桑村現為西條市桑村（日语：国安村）。
2. ↑  現行對應地名如下[6][7]：
  - 櫻井村現為愛媛縣今治市櫻井、湯之浦、鄉櫻井、國分和古國分（日语：桜井町 (愛媛県)）。
  - 旦村現為今治市旦（日语：桜井町 (愛媛県)）。
  - 登畑村現為今治市登畑和櫻井團地（日语：桜井町 (愛媛県)）。
  - 宮崎村現為今治市宮崎（日语：桜井町 (愛媛県)）。
  - 上村現為今治市朝倉上（日语：上朝倉村）。
  - 下村現為今治市朝倉下（日语：下朝倉村）。
  - 長澤村現今治市長澤、湯之浦和鄉櫻井（日语：桜井町 (愛媛県)）。
  - 孫兵衛作村現今治市孫兵衛作和湯之浦（日语：桜井町 (愛媛県)）。